# Trichoceros antennifer
Trichoceros antennifer är en orkidéart som först beskrevs av Alexander von Humboldt och Aimé Bonpland, och fick sitt nu gällande namn av Carl Sigismund Kunth. Trichoceros antennifer ingår i släktet Trichoceros och familjen orkidéer. Inga underarter finns listade i Catalogue of Life.

## Bildgalleri

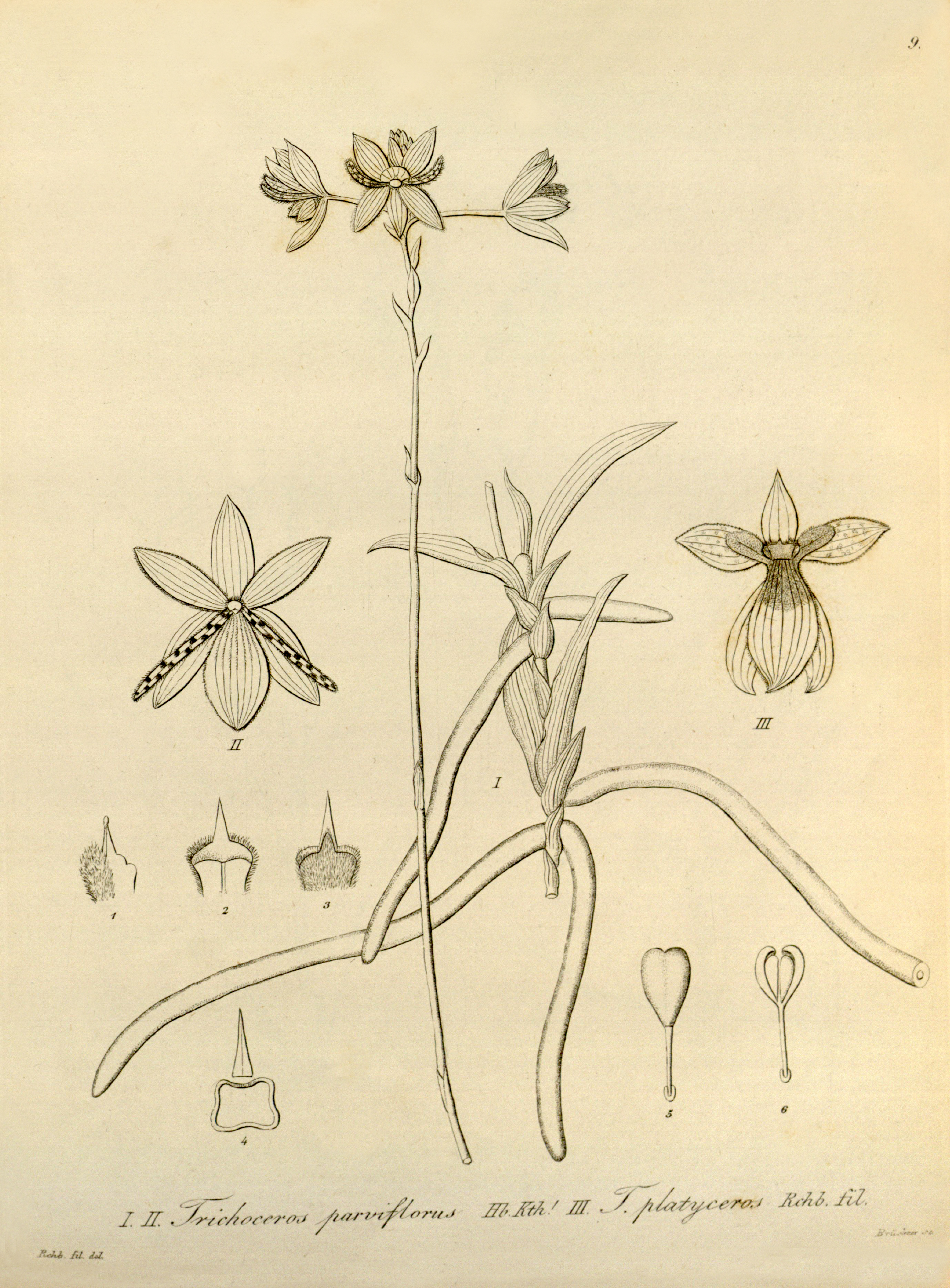